# Hi-Player
Hi-Player（ハイ-プレイヤー）は、ソフトバンククリエイティブが発行している不定期刊のオンラインゲーム専門雑誌。2005年9月29日創刊。攻略情報がメインである。